# Rosa Clará Pallarés
Rosa María Clará Pallarés (Barcelona, 1959) es una modista y empresaria del sector de la moda española. En 1995 fundó su empresa homónima, el grupo Rosa Clará. En 2017, la Generalidad de Cataluña le concedió la Creu de Sant Jordi por su destacada participación en el mundo de la moda femenina y por haber contribuido a la proyección exterior tanto de Barcelona como de Cataluña en este sector.

## Trayectoria
Comenzó su trayectoria en el mundo de la moda nupcial en 1995 cuando abrió la primera tienda de su marca en Barcelona. Destacó por ofrecer diseños diferentes y modernos, elaborados con tejidos de gran calidad, a un grupo creciente de novias que no se sentían identificadas con las ofertas que encontraban entonces en el mercado. Su novedosa manera de entender la moda nupcial revolucionó el sector y, al poco tiempo, empezaron a abrirse tiendas propias y franquicias de Rosa Clará por todo el mundo. Rápidamente se convirtió en una de las marcas nupciales líderes dentro y fuera de España.
Otro aspecto que contribuyó a consolidar su liderazgo en el sector fueron las diversas colaboraciones con otros diseñadores de alta costura de primer nivel, como Christian Lacroix, Karl Lagerfeld y Zuhair Murad, con los que firmó contratos de exclusividad para diseñar distintas colecciones. Esta decisión de unir fuerzas con otras firmas, sumado a su imagen de marca propia, la llevaron a ser la firma escogida para inaugurar la Barcelona Bridal Week, una de las citas más prestigiosas del mundo en el sector de la moda nupcial. 
En 2007, lanzó un servicio integral tanto para novias como para invitadas con la creación de la colección de vestidos de fiesta Rosa Clará Cocktail en la que introdujo además colecciones de complementos. El aumento en la demanda de sus creaciones facilitó su expansión en el sector nupcial, tanto a nivel nacional como internacional, y el establecimiento de una red de distribución con más de 4.000 puntos de venta en más de 80 países, además de 140 tiendas propias y franquicias. En 2013, abrió su primera tienda en Estados Unidos. La presencia digital de la marca también sigue creciendo y su sitio web es el segundo con más visitas de la industria nupcial a nivel global y en España.
En febrero de 2025, la firma celebró sus 30 años de historia con un gran evento en la Sala Oval del Museo Nacional de Arte de Cataluña al que acudieron 1.300 clientes de 42 países y en el que presentó 16 nuevas líneas de novia y 7 de cocktail.

## Reconocimientos
En 2003, por la creciente internacionalización de la marca, Rosa María Clará Pallarés recibió el premio "Emprendedor del Año" otorgado anualmente por la empresa Ernst & Young a aquellos empresarios pioneros en el emprendimiento. Al año siguiente, en 2004, recibió el premio FIDEM, organizado por la Fundación Internacional de la Mujer Emprendedora, cuyo objetivo es hacer visibles a mujeres emprendedoras o empresarias que, de una forma ejemplar, despuntan por su creatividad y calidad profesional.
En 2006, la revista Marie Claire le otorgó el premio "Prix de la Moda" a la mejor trayectoria empresarial por ser pionera en crear la fórmula tándem con grandes diseñadores de moda tanto nacional como internacional. Este mismo año, recibió también el premio "Protagonistas del año 2006" en la categoría de Moda otorgado por Punto Radio a aquellos personajes que han destacado en su especialidad durante el año. Posteriormente, fue nombrada profesora honoraria por la Universidad Autónoma de Guadalajara, en México, en 2008 por su contribución al mundo de la moda y su calidad de referente para los jóvenes diseñadores.
La Cámara Oficial de Comercio, Industria y Navegación de Barcelona le entregó en 2009 el premio "Barcelona es Moda", un galardón otorgado a las empresas y profesionales del mundo de la moda que contribuyen con su labor a la difusión e identificación de la provincia como referente. Al año siguiente, en 2010, fue también premiada por la Cámara de Comercio de Manhattan con el premio "International Women's Entrepreneurial Challenge" junto a la empresaria del sector cárnico Adriana Casademont y la consejera delegada de Congost Plastic, Elizabeth Trellero.
Recibió otro reconocimiento internacional en 2013 con el premio a "Mejor Diseñadora de Novias" otorgado por la Miami Fashion Week. Y, en 2014 recibió el "Premio a la Internacionalización" del International Women's Forum otorgado a mujeres destacadas por promover el liderazgo femenino en ámbitos como el deporte, la moda o la ciencia.
En 2017, la Generalidad de Cataluña le concedió la Creu de Sant Jordi por su destacada participación en el mundo de la moda femenina y por haber contribuido a la proyección exterior tanto de Barcelona como de Cataluña en este sector.